# Ehemaliger Standortübungsplatz Ebern und Umgebung
Ehemaliger Standortübungsplatz Ebern und Umgebung este o arie protejată (arie specială de conservare — SAC, sit de importanță comunitară — SCI) din Germania întinsă pe o suprafață de 256,27 ha, integral pe uscat.

## Localizare
Centrul sitului Ehemaliger Standortübungsplatz Ebern und Umgebung este situat la coordonatele 50°05′15″N 10°45′36″E / 50.0875°N 10.76°E.

## Înființare
Situl Ehemaliger Standortübungsplatz Ebern und Umgebung a fost declarat sit de importanță comunitară în noiembrie 2004 pentru a proteja 4 specii de animale. Situl a fost protejat și ca arie specială de conservare în aprilie 2016.

## Biodiversitate
Situată în ecoregiunea continentală, aria protejată conține 8 habitate naturale: Lacuri eutrofice naturale cu vegetație de tip Magnopotamion sau Hydrocharition, Formațiuni de Juniperus communis pe lande sau pajiști calcaroase, Pajiști uscate seminaturale și facies de acoperire cu tufișuri pe substraturi calcaroase (Festuco-Brometalia) (* situri importante pentru orhidee), Pajiști uscate seminaturale și facies de acoperire cu tufișuri pe substraturi calcaroase (Festuco-Brometalia) (* situri importante pentru orhidee), Liziere de ierburi înalte hidrofile de câmpie și de nivel montan până la alpin, Fânețe de joasă altitudine (Alopecurus pratensis, Sanguisorba officinalis), Păduri de fag Asperulo-Fagetum, Păduri de stejar și carpen Galio-Carpinetum.
La baza desemnării sitului se află mai multe specii protejate:
- amfibieni (1): izvoraș-cu-burta-galbenă (Bombina variegata)
- nevertebrate (3): phengaris nausithous (Maculinea nausithous), Maculinea teleius, Ophiogomphus cecilia